# Capoliveri
Capoliveri är en ort och kommun på ön Elba i provinsen Livorno i regionen Toscana i Italien. Kommunen hade 4 046 invånare (2018).